# 30 Pułk Artylerii Przeciwpancernej

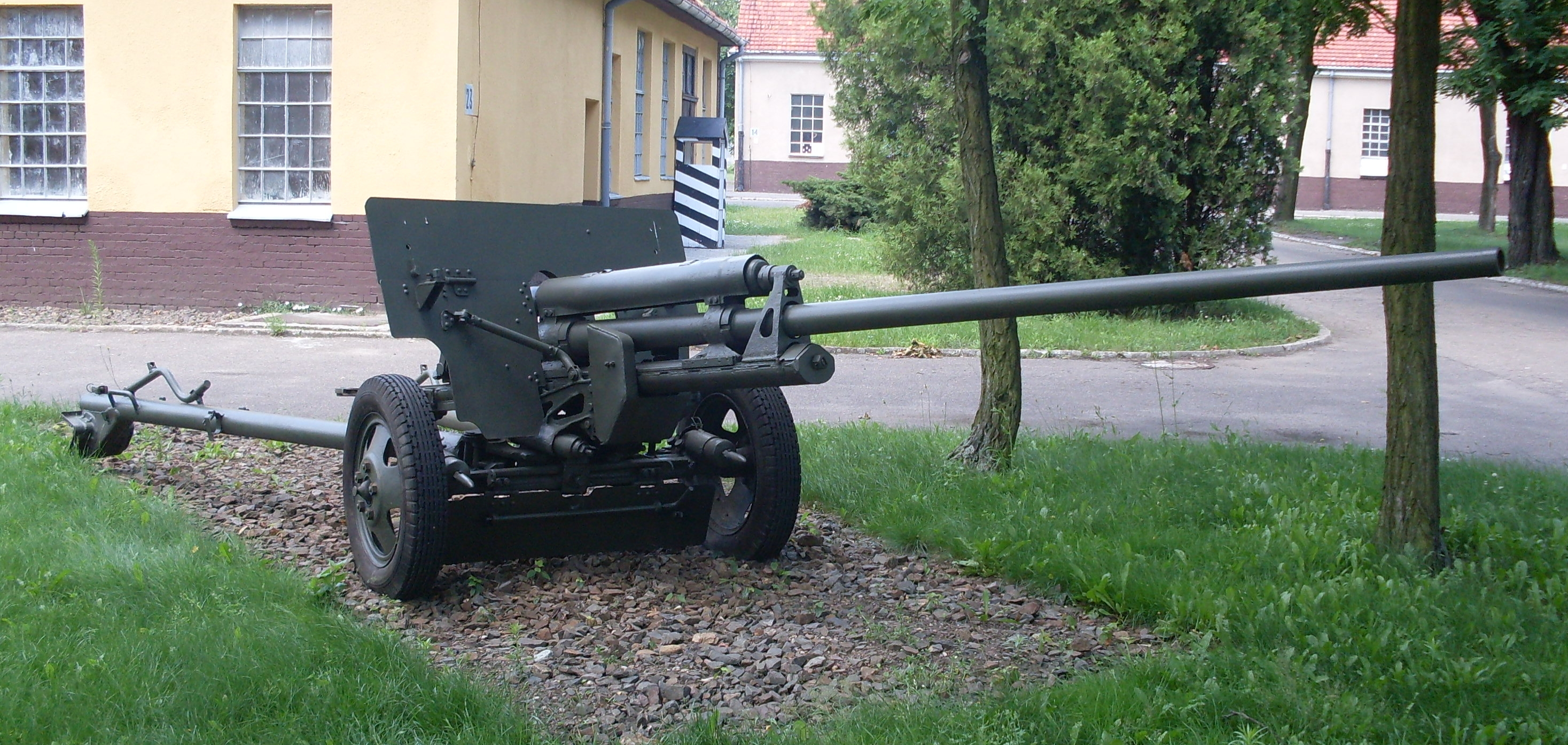
Armata przeciwpancerna wz. 1943 ZIS-2

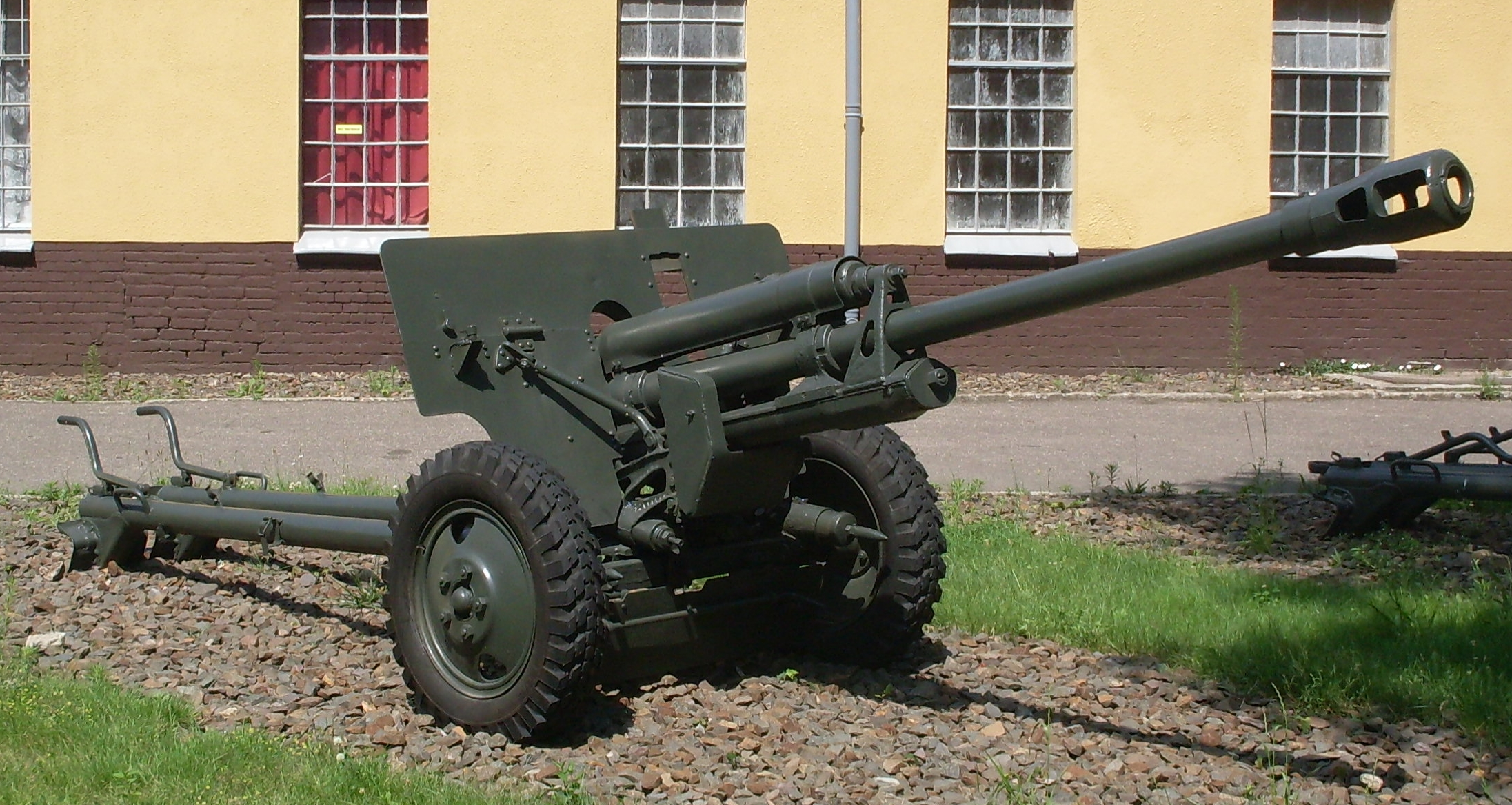
Armata dywizyjna wz. 1942 ZIS-3

30 pułk artylerii przeciwpancernej (30 pappanc) – oddział artylerii przeciwpancernej ludowego Wojska Polskiego.

## Formowanie i zmiany organizacyjne
Sformowany pod Krasnymstawem na podstawie rozkazu Naczelnego Dowództwa Wojska Polskiego nr 30 z 10 października 1944.

Po powrocie do kraju zakwaterował się w Grodzisku Mazowieckim. 13 lipca 1945 został rozformowany.

## Działania
Pułk wchodził w skład 11 Brygady Artylerii Przeciwpancernej.
Szkolenie bojowe kontynuował do 12 marca 1945. Następnie przeszedł do Tomaszowa Mazowieckiego. 6 maja wraz z pozostałymi oddziałami brygady został podporządkowany dowódcy 2 Armii WP ześrodkowanej w Czechosłowacji. Rejon koncentracji osiągnął po zakończeniu wojny.

## Dowódcy pułku
- ppłk Witalis Wisłow
- mjr Wincenty Gajbowicz – od 6 kwietnia 1945